# Soldadura por haz de electrones
La soldadura por haz de electrones es un proceso de soldadura de fusión, que se logra mediante el contacto de la pieza a soldar con un haz de electrones de alta densidad energética. El haz de electrones es de pequeño diámetro y elevada intensidad energética, lo cual permite atravesar grandes espesores de material (hasta 65 milímetros de una sola pasada aproximadamente). El principio de soldadura se puede explicar mediante el efecto keyhole (también denominado como ojo de cerradura).

## Características de la soldadura por haz de electrones
- Capacidad para hacer soldaduras profundas y con cordones de soldadura estrechos en una sola pasada.
- Soldadura casi uniforme y limpia, debido a que se realiza en un ambiente de vacío, lo cual evita la formación de óxidos y nitruros.
- Cantidad reducida de calor transmitida a la pieza, por lo que su microestructura se ve menos alterada que mediante otros procedimientos.
- No se necesita metal de aportación.
- Las velocidades de soldadura son muy elevadas (hasta 200 cm/min).
- Permitir la unión de una gran diversidad de materiales e incluso de multitud de materiales distintos entre sí.
- El coste de los equipos es elevado.
- Genera rayos X, lo que requiere extremar las precauciones.

## Proceso de soldadura
El proceso de soldadura mediante haz de electrones se efectúa en una cámara de vacío. Encima de dicha cámara se encuentra una pistola de electrones. Las piezas a soldar se colocan en un manipulador motorizado dentro de la cámara de vacío produciendo así soldaduras axiales o lineales. La pistola de haz de electrones, consta de un cátodo y un ánodo entre los que se genera una diferencia de potencial y se induce el paso de corriente. Debajo del ánodo, hay una lente magnética, para dirigir el haz de electrones hacia la zona de soldadura.

## Equipo necesario
Cámara de vacío

La forma más usual de la cámara de trabajo es la cúbica, ya que se puede trabajar con piezas de diferente forma, aunque para piezas específicas como tubulares se puede diseñar una cámara de trabajo con forma cilíndrica. La cámara de trabajo se ha de diseñar conforme a la pieza a trabajar. Para generar la presión de trabajo en su interior se emplean diferentes tipos de bombas de vacío: rotativas, difusoras y turbomoleculares.

Pistola de haz de electrones

En la pistola de electrones se encuentra el cátodo, formado por una banda de Wolframio, por la cual fluye una fuerte corriente alcanzando grandes temperaturas (2500 °C) que emitirá una corriente de electrones. Por debajo de la pistola se encuentra un anillo ánodo que acelera los electrones hasta un 50-70% la velocidad de la luz.

La pistola se conecta a un sistema de potencia, el cual genera la diferencia de potencial necesaria entre cátodo y ánodo. Estos sistemas se pueden clasificar en dos tipos: Equipos de baja tensión (15-60kV) y equipos de alta tensión (100-200kV).

## Clasificación
En función del grado de vacío que existe en la cámara donde se realiza el proceso, el soldeo por haz de electrones se clasifica en:

Soldeo de alto vacío

El vacío practicado en la cámara es del orden de 0,13-13 MPa.
Es un procedimiento idóneo para:

- Conseguir uniones y zonas afectadas por la temperatura de reducidas dimensiones.
- Soldeo de metales reactivos con el oxígeno y nitrógeno, al trabajar a vacío.
- Soldeo de metales de gran espesor, debido a su gran poder de penetración.

Las limitaciones del proceso son:

- La limitación del tamaño de la pieza a soldar, pues la cámara de vacío tiene un espacio útil reducido.
- La baja producción, ya que requiere altos tiempos de bombeo para alcanzar el vacío.

Soldeo de medio vacío

El vacío practicado en la cámara es del orden de 0,13-3300 Pa.

Las principales ventajas de este proceso son:

- La productividad es mayor al reducirse el tiempo de bombeo.
- El equipo es más barato, al no ser necesaria una bomba difusora (imprescindible para obtener el alto vacío).

Las limitaciones más importantes del proceso son:

- La alta concentración de aire en la cámara aumenta la divergencia del haz de electrones y en consecuencia la soldadura presenta cordones más anchos y de menor espesor.

Soldeo atmosférico

No se practica vacío en la cámara de soldadura, pero el cañón debe trabajar a un vacío de 13 MPa como mínimo. En este proceso la protección de la pieza se realiza con un chorro de gas inerte.
Las ventajas de este proceso son:

- Es la soldadura de mayor productividad, al no ser necesario esperar a que se alcancen las condiciones de vacío.
- No existen tantas limitaciones en relación con el tamaño de la pieza.

Las limitaciones del proceso son:

- La divergencia del haz de electrones como consecuencia de la mayor concentración de aire da lugar a cordones considerablemente más anchos y menos profundos que los obtenidos con los otros procesos.

## Metales soldables
- Aceros al carbono y aleados.
- Metales refractarios (W,Mo,Nb).
- Cobre y sus aleaciones.
- Aleaciones de magnesio.
- Aleaciones de titanio.
- Berilio.
- Zirconio.

## Aplicaciones
- Industria aeroespacial.
- Industria automotriz: soldadura de engranes y turbocompresor.
- Construcción e ingeniería: válvulas, sierras, tanques blindados...
- Industria energética: calderas nucleares, recipientes para desechos nucleares, turbinas de vapor...